# Casuistique
 (janvier 2020).
Si vous disposez d'ouvrages ou d'articles de référence ou si vous connaissez des sites web de qualité traitant du thème abordé ici, merci de compléter l'article en donnant les références utiles à sa vérifiabilité et en les liant à la section « Notes et références ».
La casuistique est une forme d'argumentation utilisée en théologie morale, en droit, en médecine et en psychologie. Elle consiste à résoudre les problèmes pratiques par une discussion entre, d'une part, des principes généraux (règles) ou des cas similaires (jurisprudence) et, d'autre part, la considération des particularités du cas étudié (cas réel). De la confrontation entre les perspectives générales, passées et particulières est censée émerger la juste action à mener en ce cas-ci.
Le mot « casuistique » vient du latin casus qui signifie : un « événement », ou « cas » particulier. Dans l'usage moderne, le terme casuistique est généralement employé péjorativement pour qualifier un mode d'argumentation jugé spécieux ou sophistique.

## Historique
La casuistique fut utilisée comme une méthode de recherche adoptée dans l'enseignement de la religion et de la psychologie en vue d'inculquer un code moral[Quoi ?]. Elle fut également adoptée pour l'étude de faits particuliers afin d'aboutir au dégagement de lois générales. Elle s'inscrit dans les textes philosophiques grecs — Socrate, les Cyniques et les Stoïciens — le confucianisme, le judaïsme talmudique, l'islam et le christianisme. 

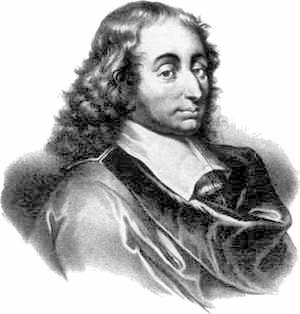
Le philosophe Blaise Pascal, partisan des Jansénistes et opposant de la casuistique jésuite.

Jésus de Nazareth y aurait eu recours lors de ses discussions avec les Pharisiens, lors du Sermon sur la montagne, mais y aurait également condamné son emploi excessif. Les deux traités d'Augustin d'Hippone abordent la question de savoir si une bonne intention excuse une faute et s'il est mal de dire un mensonge en plaisantant en guise de figure rhétorique. 
De plus, la casuistique ne peut atteindre l'action immédiate dans sa singularité, ne pouvant prescrire que les solutions toutes faites, elle doit se borner à l'état de questions les plus complètes possibles. La casuistique ne peut donc se substituer au jugement de la conscience personnelle. 
Le XVIIe siècle marque l'apogée de la casuistique chez les catholiques et chez les protestants. À cette époque, des penseurs cherchant un moyen sûr d'éviter les péchés ont tendance à proposer une éthique minimaliste. Pour répondre aux discussions sur l'utilisation du probabilisme dans les décisions morales, le philosophe français Blaise Pascal écrit Les Provinciales en 1656, dans lesquelles il attaque les Jésuites, en particulier la morale libérale (donnant une grande place à la liberté de conscience) dont ils font preuve dans leur casuistique.

## Intention et faute
Appliquée à l'éthique, la casuistique se préoccupe des devoirs de l'homme et du citoyen dans sa vie en société. Les conclusions morales doivent être immuables parce qu'elles sont la déduction de vérités révélées, mais leur application pratique peut varier selon les circonstances. Par exemple, dans L'Ingénu de Voltaire, le fait de savoir si la belle Saint-Yves commet un péché en succombant aux avances du ministre Saint-Pouange pour sauver l'Ingénu relève de la casuistique : il s'agit de déterminer si la pureté de l'intention excuse la faute.

## Art de la subtilité
Comprise comme Étude de cas de conscience, la casuistique a surtout été employée par les Jésuites. Lors des attaques portées contre eux, on a évoqué leur art subtil de trancher les cas de conscience dans le sens d'une grande liberté personnelle de jugement, facilement comprise par d'autres — notamment les Jansénistes — comme morale laxiste en contradiction avec les principes de la théologie morale, pouvant aller jusqu'à la restriction mentale, souvent associée aux Jésuites.

## Polémique entre Jésuites et Jansénistes

### Jésuites

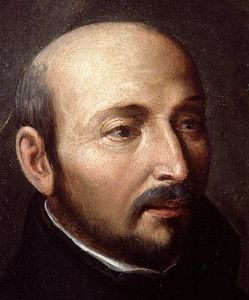
Ignace de Loyola, fondateur de la Compagnie de Jésus.

Pendant 150 ans, les Jésuites dominèrent l'enseignement européen. Vers 1740, ils dirigeaient plus de 650 collèges en Europe, avaient la charge de 24 universités et quelque 200 séminaires et maisons d'étude. 
Dans les programmes d'études, aux cours de théologie morale étaient ajoutés des études de « cas de conscience » et les étudiants et futurs prêtres ont pour manuels les institutions morales dont le jésuite Juan Azor éditera la première en 1600. Ces ouvrages comportent les principes pratiques empruntés souvent au droit et des applications casuistiques ; ils sont très nombreux (600) et traitent plus de 20 000 cas. Certaines résolutions de « cas » qui donnaient une grande prépondérance à la liberté individuelle — ce que l'on appela le jésuitisme —  furent considérées comme laxistes. Les réactions furent virulentes, en particulier celles venant des Jansénistes.

### Jansénistes
Les Jansénistes, surtout sous la plume du sympathisant Blaise Pascal, attaquaient non seulement le laxisme, mais aussi l'idée même de casuistique. Selon Pascal et le jansénisme, la casuistique introduite dans la raison humaine est une source d'erreurs et de péchés car un chrétien doit, en effet, réguler sa conscience uniquement d'après la volonté de Dieu. Les papes ayant condamné et le laxisme et le jansénisme rigoriste, la casuistique demeura la méthode de théologie morale catholique jusqu'au XXe siècle. La direction d'intention est notamment l'objet d'attaques de Pascal dans sa VIIe lettre des Provinciales : elle permet de justifier les péchés, écrit-il, en leur trouvant une intention pure.
Depuis 1950, les morales dites de situations ont forcé la casuistique à définir ses limites et à rendre plus précise sa perception du réel.